# Eclipse lunar de 23 de março de 2016
| Eclipse Lunar Penumbral 23 de março de 2016 | Eclipse Lunar Penumbral 23 de março de 2016 |
| --- | ------------------------------------------- |
| Máximo do eclipse visto de Calliope, Queensland (Austrália) - 11:47 UTC |                                             |
| A Lua cruzando a faixa de penumbra, ao norte do cone de sombra da Terra, de oeste para leste (da direita para a esquerda), com o disco lunar perdendo sensivelmente seu brilho e parte dele sendo levemente obscurecido. |                                             |
| Gamma | +1,1591                                     |
| Saros (e membro) | 142 (18 de 74)                              |
| Sequência de eclipses lunares |                                             |
| Anterior | 28 de setembro de 2015                      |
| Próximo | 18 de agosto de 2016                        |
| Duração (hr:mn:sc) |                                             |
| Penumbral | 4:15:21                                     |
| Fases e Horários do Eclipse (UTC) |                                             |
| P1 | 9:39:29                                     |
| Máximo | 11:47:12                                    |
| P4 | 13:54:50                                    |

O eclipse lunar de 23 de março de 2016 foi um eclipse penumbral, o primeiro de três eclipses lunares do ano. Teve magnitude penumbral de 0,7747 e umbral de -0,3118.
A Lua cruzou ao norte da região de penumbra, em torno do cone de sombra terrestre, em nodo descendente, dentro da constelação de Virgem.
O disco lunar foi coberto em boa parte pela penumbra da Terra, ficando apenas a extremidade norte pra fora da zona do eclipse. Dessa forma, a Lua perdeu parte de seu brilho e ficou com a região sul levemente escurecida, por estar próxima e voltada para a região de sombra. Teve duração total de 255 minutos.

## Série Saros
Eclipse pertencente ao ciclo lunar Saros de série 142, sendo de número 18, totalizando 74 eclipses na série. O último eclipse deste ciclo foi o eclipse penumbral de 13 de março de 1998, e o seguinte será com o eclipse penumbral de 3 de abril de 2034.

## Visibilidade
Foi visível em todo o Pacífico, também na Austrália, centro-leste da Ásia e boa parte das Américas.
| Região do planeta onde o eclipse foi visível durante o máximo da totalidade - 11:47 UTC. O Oceano Pacífico obteve a melhor observação do evento, de onde foi visível à meia-noite. |
| Mapa de visibilidade do eclipse |